# Enveloppe jaune

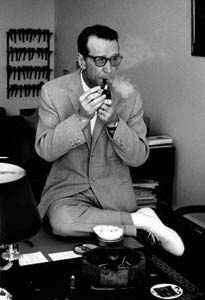
Georges Simenon en 1963.

L'enveloppe jaune est un  rituel dans la méthode de travail du romancier belge Georges Simenon lorsqu'il prend la décision de se lancer dans la création d'un nouveau roman.
Le romancier s'est expliqué à de nombreuses reprises lors de diverses interviews sur sa méthode d'écriture et notamment sur l'utilisation de ces enveloppes de couleur jaune ou quelquefois de couleur ocre (terre de Sienne).

## Origine et usage
Selon les déclarations de Georges Simenon, dès que l'idée d'un nouveau roman apparait dans son esprit, l'auteur indique seulement sur cette enveloppe le nom des personnages, leur âge, leur famille, mais il déclare également ne rien vouloir connaitre des événements qui se produiront plus tard dans son récit.
Le Fonds Simenon à Liège conserve un certain nombre de ces enveloppes, et l'examen qui en a été fait par Claudine Gothot-Mersch confirme que le romancier notait essentiellement des détails sur ces enveloppes : un titre, voire un choix de titres, des noms de personnages et de lieux, en ajoutant pour ces personnages diverses indications sur leur état civil, leur famille ou leur profession.
Le Fonds Simenon possède l'enveloppe jaune de certains romans de la série des Maigret dont Le Pendu de Saint-Pholien, Le Charretier de la Providence et Le Chien jaune. Sur l’enveloppe de ce dernier roman figurent les noms de six personnages, la mention de l'hôtel de l'Amiral,  du quai de l'Aiguillon, et la date du vendredi 7 novembre. Sur l'enveloppe jaune de Un échec de Maigret, Simenon a noté des détails d’un précédent roman L'Affaire Saint-Fiacre.  
Au fil des années cet usage d’une enveloppe de cette couleur est un rituel, auquel le romancier se soumettrait par superstition. Lors d’une entrevue avec le romancier Roger Stéphane, il explique : « J'ai commencé avec une enveloppe jaune et je continue… »
Georges Simenon a commencé cette pratique avec son premier « Maigret », Pietr-le-Letton, en indiquant que seul le hasard, à bord de son petit bateau à voile dénommé l'Ostrogoth, a voulu qu’il saisisse une enveloppe jaune de ce format-là pour « griffonner quelques notes ». Simenon n’a jamais précisé la provenance de cette enveloppe ni ce qu’elle pouvait contenir initialement.

## Particularités
Quelquefois, certaines indications portées sur une de ces enveloppes ne se retrouvent pas dans un roman publié ; celles-ci sont donc très utiles pour comprendre un peu mieux le travail de l'auteur et fournir certaines sources d'informations aux chercheurs. 
- La Vérité sur Bébé Donge est l'un des rares romans de Georges Simenon pour lequel il n'est pas connu d'« enveloppe jaune »[5].
- L’enveloppe jaune accompagnant le manuscrit original du récit Les Anneaux de Bicêtre, au Fonds Simenon, à Liège, donnait comme premier titre au roman « Les Cloches de Bicêtre »[Note 3].
- L'enveloppe jaune sur laquelle figurent les notes préparatoires du roman Le Fils est intitulée « Le toit »[6].

## «Victor», la dernière enveloppe jaune
Le 12 septembre 1972, Georges Simenon commence son 213e roman (dénommé « Victor ») et crée donc l'enveloppe jaune comme à son habitude, puis il prend la décision de cesser d'écrire des fictions. L'enveloppe jaune datée de ce jour-là porte sa dédicace signée, ci-après :
« Ce roman n'a jamais été écrit. C'est mon dernier plan et le lendemain, je décidai de prendre ma retraite,. »

## Exposition
En septembre 2011, l'exposition inaugurale du musée des Lettres et Manuscrits de Bruxelles est consacrée à Georges Simenon. La collection présente de nombreux documents dont les fameuses enveloppes jaunes.